# 小滝みつる
小滝みつる（こたきみつる、1959年7月15日 - ）は、日本のキーボーディスト、音楽プロデューサー、作曲家、編曲家。旧表記は小滝 満（読み同じ）。

## 略歴
1959年、岡山県に生まれる。3歳の頃よりピアノを学び、中学生頃からラジオで聞いた「ピンク・フロイド」、「T・レックス」、「ノイ!」、「カン」などのプログレッシブ・ロックやロックに影響を受ける。大学在学中にバンド「シネマ」を結成し、1980年に鈴木慶一プロデュースによるアルバム『MOTION PICTURES』により、シネマのメンバーとしてCBS・ソニーからデビューした。
1985年頃、戸川純とヤプーズにキーボーディスト及び作曲家として参加する。以降は大沢誉志幸のバックバンドでアルバム、ツアーの音楽プロデューサー・キーボーディストを務めたり、知人の依頼でアングラ演劇BGMを担当、当時キティレコード所属の富樫明生のプロデュースも務めた。これらの縁により音楽ディレクターから声がかかり、1991年に劇場公開された『うる星やつら いつだってマイ・ダーリン』の劇伴音楽（サウンドトラック）を担当した。
上記以外に作品制作に関与したアーティストは、メトロファルス、eX、宙也&De-LUX、LOVE DYNAMITES（w.いまみちともたか）、小泉今日子、泉谷しげる、松田優作、久宝留理子、夏木マリ、EXOTICS、筋肉少女帯、本木雅弘、DEAD-END、黒夢、金子マリ、森園勝敏などである。
1988年、バンドとDJ、MCの融合による新たな表現スタイルを目指した「ECSTASY BOYS」に加入、1994年にマーク・カミンズのプロデュースによる「HOLY SPIRIT DANCE」が世界販売された。後にはNOMBRES、TRAUMA、頭脳警察などに参加したほか、2014年からは、サニー久保田とオールド・ラッキー・ボーイズに参加している。